# Madapolam
Der Madapolam (wohl nach seinem Herkunftsort, einem Ortsteil der Stadt Narsapur in Ostindien, benannt) ist ein glatter, feiner, leicht glänzender Baumwollstoff, der zur Herstellung von Hemden und Kleidern, als Stickgrund oder zum Bedrucken verwendet wird. Die Qualität gilt als vergleichbar mit der des  Batists. Der Stoff wurde auch zum Bespannen von Flugzeugen wie z. B. der de Havilland DH.98 Mosquito verwendet.
Seine Dichte beträgt etwa 40 × 31 Fäden auf 1 cm. Ursprünglich wurde damit ein grob geköpertes Baumwollgewebe bezeichnet.